# Ute Schäper
Ute Schäper (Großburgwedel, 1º maggio 1967) è un'ex schermitrice tedesca, vincitrice di una medaglia d'oro ed una d'argento ai campionati mondiali di scherma.